# 上野広小路駅
上野広小路駅（うえのひろこうじえき）は、東京都台東区上野三丁目にある、東京地下鉄（東京メトロ）銀座線の駅。駅番号はG 15。台東区最西端の駅。
副駅名として「松坂屋前」の呼称がアナウンスで用いられる。

## 概要
当駅からは改札外通路で以下の3駅と接続している。
- 東日本旅客鉄道（JR東日本）御徒町駅 - 京浜東北線・山手線
- 東京地下鉄（東京メトロ）仲御徒町駅 - 日比谷線
- 東京都交通局（都営地下鉄）上野御徒町駅 - 大江戸線

大江戸線との乗り換えには乗り継ぎ割引が適用される。仲御徒町駅との乗り換えには距離があり、日比谷線への乗り換えの際には、隣の上野駅か銀座駅を利用した方がよい（当駅での日比谷線の乗り換え案内放送は行っていない）。
2009年（平成21年）3月16日には中央通り（上野広小路）に沿って、上野広小路・仲御徒町・上野御徒町の各駅と京成上野駅・上野駅とを接続する地下通路が開通した（深夜早朝は閉鎖）が、これら2駅は同一駅としては扱っていない。

## 歴史
- 1930年（昭和5年）1月1日：開業[1]。
- 1941年（昭和16年）9月1日：東京地下鉄道、路線を帝都高速度交通営団（営団地下鉄）に譲渡[3]。
- 1996年（平成8年）2月：大江戸線との連絡通路新設に伴う駅改良工事に着手[4]。
- 2000年（平成12年）12月12日：都営大江戸線の上野御徒町駅開業に伴い、同駅及び日比谷線仲御徒町駅との連絡業務を開始[5]。
- 2001年（平成13年）6月：駅改良工事が完成[4]。総工費約21億3000万円[4]。
- 2004年（平成16年）4月1日：帝都高速度交通営団（営団地下鉄）民営化に伴い、当駅は東京地下鉄（東京メトロ）に継承される[6]。
- 2007年（平成19年）3月18日：ICカード「PASMO」の利用が可能となる[7]。
- 2015年（平成27年）6月18日：発車メロディを導入[8]。
- 2016年（平成28年）9月3日：構内通路切り替えが行われ、1番線と2番線が改札内で行き来が可能になる。

### 松坂屋との関わり
当初、上野駅から南へ約500 mと近い位置にある当駅は設置される予定がなかったが、現在の銀座線を建設した東京地下鉄道の新橋への延伸に際し、三越が建設費用を全額負担して日本橋本店前に三越前駅を設ける計画を知った松坂屋が、東京地下鉄道に申し入れて急遽当駅を開業させる運びになった。
ただし、設計段階から三越の意向が強く反映され、日本初の駅エスカレーターを備える異例の豪華仕様で建設された三越前駅とは異なり、路線着工後に追加された当駅は条件交渉上不利になり、「松坂屋前」のみを駅名とする事はできず、「駅構内に他の百貨店の広告を提示してはならない」「将来急行運転を行う場合でも当駅を通過駅としてはならない」といった、三越前駅に準ずる特約を結ぶに留まった。

## 駅構造
相対式ホーム2面2線を有する地下駅。
松坂屋方面改札口の末広町寄りにはかつて1番出口に接続する階段があったが、その後階段を撤去しエレベーターが設置された。エスカレーターは上野広小路交差点改札口とA3出入口を連絡するものと、上野御徒町駅方面への地下通路と連絡するものが設置されている。相対式ホームであり、2箇所ある改札を通って入場した後にはホーム間の移動はできないため、方面を間違えて入場した場合は一旦改札を出なくてはならない仕様だった。2016年（平成28年）9月3日にリニューアル工事の第一弾として、構内通路切り替えが行われた。これにより、方面を間違えて入場しても改札を出ずに行き来ができるようになった。
トイレは2番線ホームにあり、多機能トイレを併設している。

### のりば
| 番線 | 路線   | 行先     |
| ---- | ------ | -------- |
| 1    | 銀座線 | 渋谷方面 |
| 2    | 銀座線 | 浅草方面 |

（出典：東京メトロ:構内図）

### 発車メロディ
2015年（平成27年）6月18日からスタマック制作の発車メロディ（発車サイン音）を使用している。
曲はゴンドウトモヒコが当駅向けに作曲したオリジナルのものである。

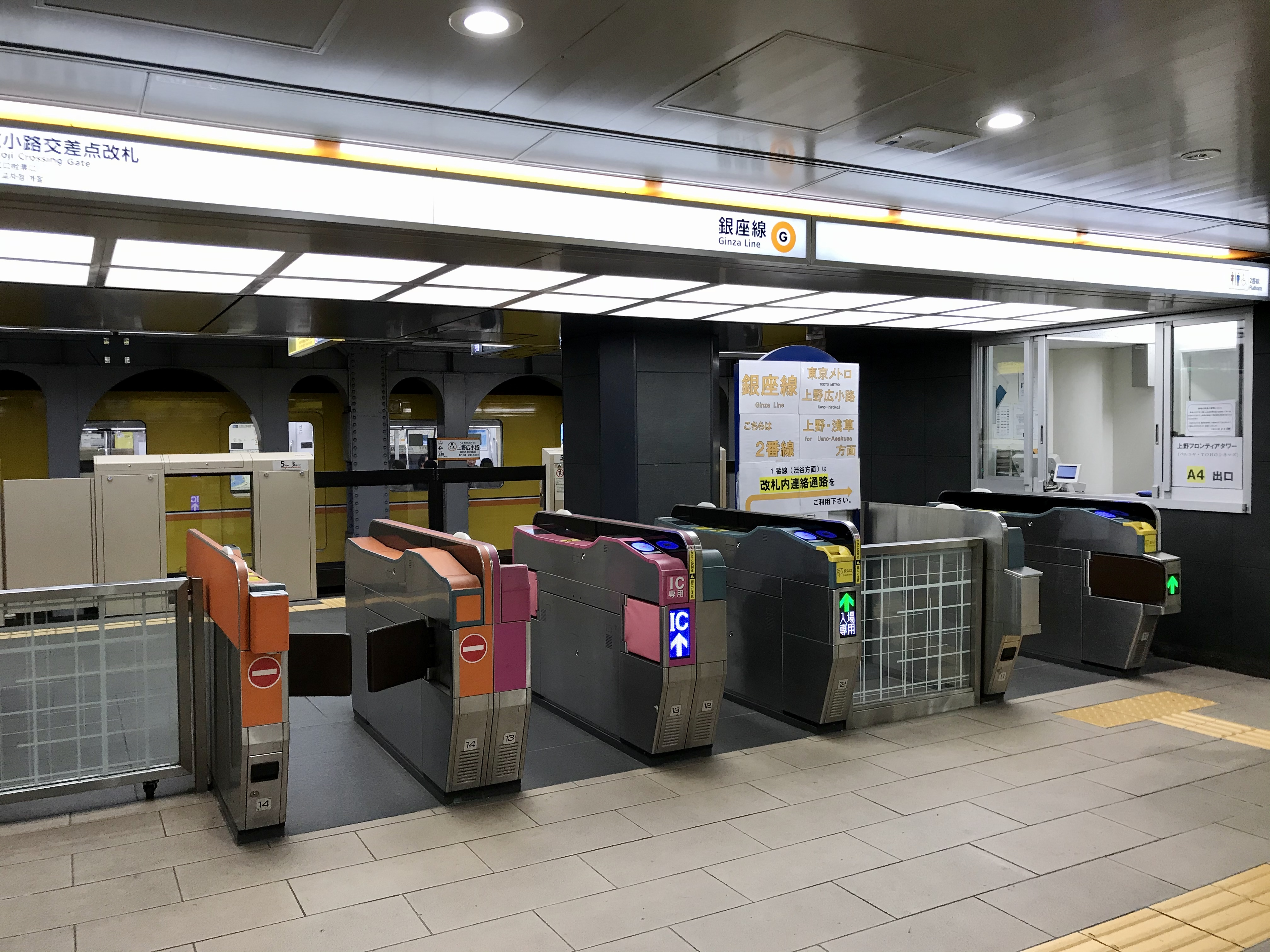
上野広小路交差点改札口（2020年1月）
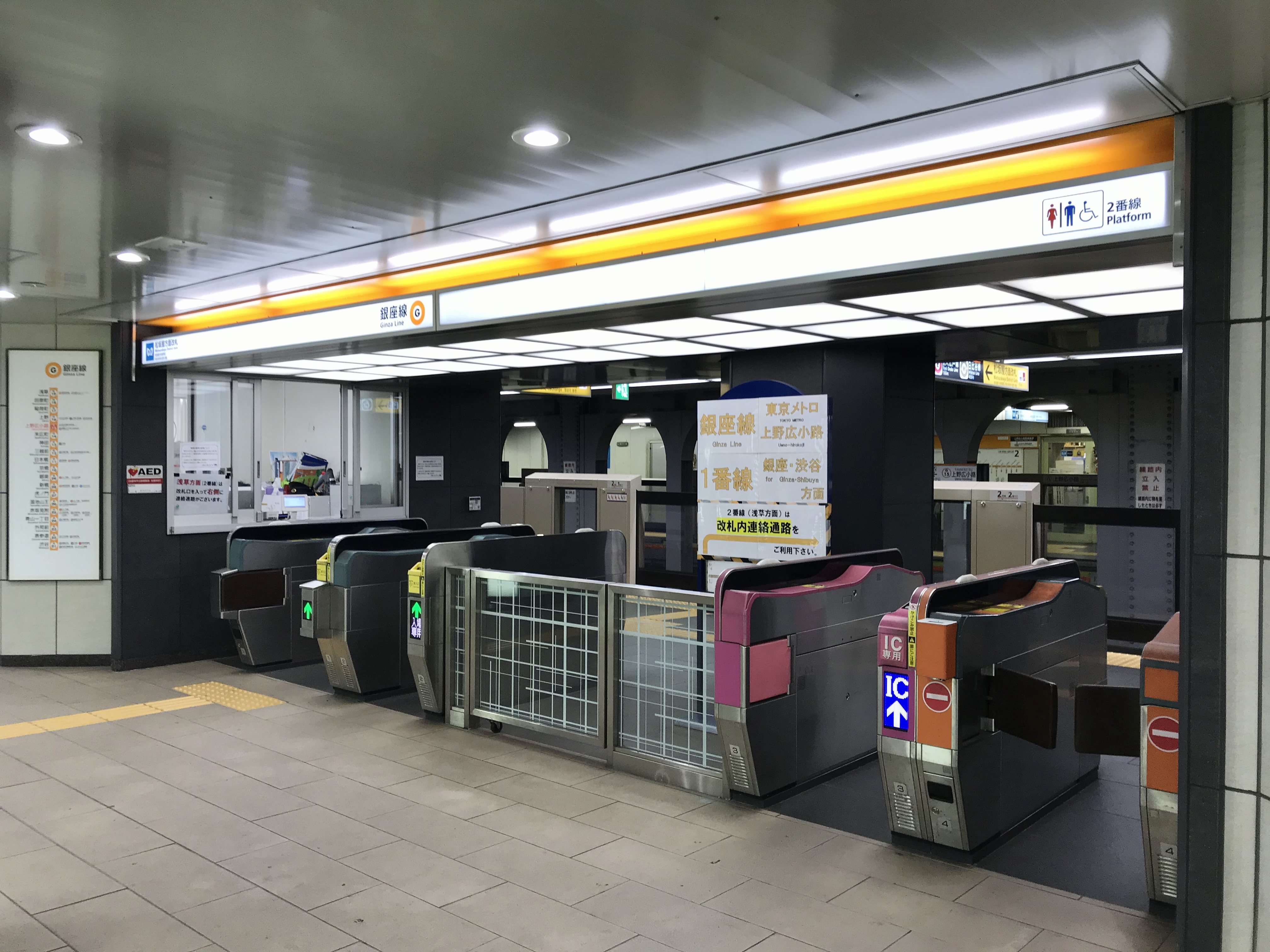
松坂屋方面改札口（2020年1月）
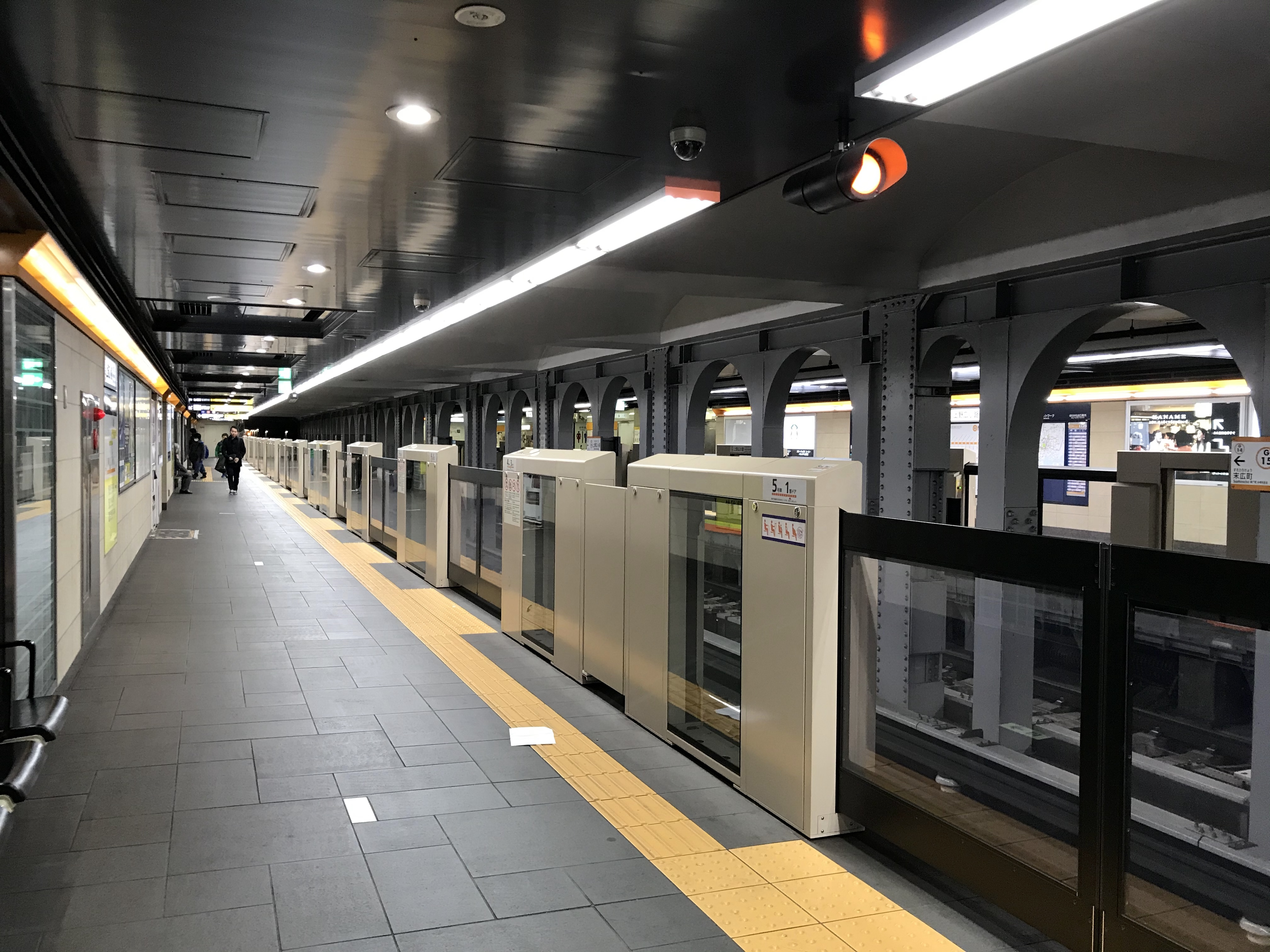
ホーム（2020年1月）

## 利用状況
2024年度の1日平均乗降人員は25,666人である。この値には、日比谷線仲御徒町駅との乗換人員を含まない。銀座線の乗り換え駅の中では最も利用者数が少なく、同線の全19駅では稲荷町駅に次いで2番目に少ない。他社線との接続のない駅では京橋駅、外苑前駅、田原町駅よりも少ない。
東京メトロ全体でも接続路線のある駅の中で利用者が最少
- 日比谷線との乗換人員を含んだ2019年度の1日平均乗降人員は24,388人である[12]。

近年の1日平均乗降・乗車人員推移は下表のとおりである。
| 年度               | 1日平均 乗降人員 | 1日平均 乗車人員 | 出典     |
| ------------------ | ---------------- | ---------------- | -------- |
| 1990年（平成02年） |                  | 12,608           | [ * 1 ]  |
| 1991年（平成03年） |                  | 12,202           | [ * 2 ]  |
| 1992年（平成04年） |                  | 11,978           | [ * 3 ]  |
| 1993年（平成05年） |                  | 11,811           | [ * 4 ]  |
| 1994年（平成06年） |                  | 11,299           | [ * 5 ]  |
| 1995年（平成07年） |                  | 10,964           | [ * 6 ]  |
| 1996年（平成08年） |                  | 10,797           | [ * 7 ]  |
| 1997年（平成09年） |                  | 10,258           | [ * 8 ]  |
| 1998年（平成10年） |                  | 9,984            | [ * 9 ]  |
| 1999年（平成11年） |                  | 9,738            | [ * 10 ] |
| 2000年（平成12年） |                  | 9,734            | [ * 11 ] |
| 2001年（平成13年） | 25,047           | 11,049           | [ * 12 ] |
| 2002年（平成14年） |                  | 11,049           | [ * 13 ] |
| 2003年（平成15年） | 21,293           | 11,104           | [ * 14 ] |
| 2004年（平成16年） | 23,308           | 11,101           | [ * 15 ] |
| 2005年（平成17年） | 23,335           | 11,159           | [ * 16 ] |
| 2006年（平成18年） | 23,533           | 11,288           | [ * 17 ] |
| 2007年（平成19年） | 23,419           | 11,240           | [ * 18 ] |
| 2008年（平成20年） | 23,064           | 11,107           | [ * 19 ] |
| 2009年（平成21年） | 22,596           | 10,893           | [ * 20 ] |
| 2010年（平成22年） | 22,379           | 10,687           | [ * 21 ] |
| 2011年（平成23年） | 21,631           | 10,358           | [ * 22 ] |
| 2012年（平成24年） | 22,280           | 10,641           | [ * 23 ] |
| 2013年（平成25年） | 22,438           | 10,720           | [ * 24 ] |
| 2014年（平成26年） | 22,520           | 10,784           | [ * 25 ] |
| 2015年（平成27年） | 23,112           | 11,066           | [ * 26 ] |
| 2016年（平成28年） | 23,437           | 11,236           | [ * 27 ] |
| 2017年（平成29年） | 24,495           | 11,814           | [ * 28 ] |
| 2018年（平成30年） | 25,671           | 12,405           | [ * 29 ] |
| 2019年（令和元年） | 24,123           | 11,680           | [ * 30 ] |
| 2020年（令和02年） | 14,199           |                  |          |
| 2021年（令和03年） | 15,535           |                  |          |
| 2022年（令和04年） | 18,995           |                  |          |
| 2022年（令和04年） | 23,792           |                  |          |
| 2024年（令和06年） | 25,666           |                  |          |

## 隣の駅
東京地下鉄（東京メトロ）
 銀座線
末広町駅 (G 14) - 上野広小路駅 (G 15) - 上野駅 (G 16)